# Haarlemmerliede en Spaarnwoude
Haarlemmerliede en Spaarnwoude es un antiguo municipio neerlandés situado en la provincia de Holanda Septentrional.
En 2016 tiene 5588 habitantes. El municipio fue creado en 1857 y, como su propio nombre indica, es el resultado de la fusión de los municipios de Haarlemmerliede y Spaarnwoude. El municipio incluye también a Halfweg, Penningsveer, Vinkebrug y parte de Spaarndam.
Se sitúa entre Ámsterdam y Haarlem.